# Discocyrtus dubius
Discocyrtus dubius is een hooiwagen uit de familie Gonyleptidae.